# National Women’s League 2007
National Women’s League 2007 – pierwsza edycja najwyższej klasy rozgrywkowej w żeńskim rugby union w Kanadzie. Zawody odbywały się w dniach 19 maja–18 sierpnia 2007 roku.

## Informacje ogólne
Dziewięć uczestniczących w rozgrywkach drużyn rywalizowało systemem kołowym podzielone na dwie geograficznie wydzielone dywizje liczące cztery i pięć zespołów. Ich zwycięzcy awansowali do wielkiego finału zaplanowanego na stadionie triumfatora dywizji zachodniej.
W rozegranym w Vancouver finale rozgrywek spotkały się niepokonane w swoich dywizjach zespoły British Columbia i Ontario. Lepsze w bezpośrednim pojedynku okazały się gospodynie, zwyciężając 22–15.

## Faza grupowa

### Dywizja wschodnia
| 19 maja 2007 | Quebec Cariboux | 57:0 | New Brunswick | Uniwersytet Concordia, Montreal |
| 19 maja 2007 |                 | 57:0 |               | Uniwersytet Concordia, Montreal |

| 23 czerwca 2007 | Rock Women | 0:39 | Quebec Cariboux | Dogs Ground, Mount Pearl |
| 23 czerwca 2007 |            | 0:39 |                 | Dogs Ground, Mount Pearl |

| 29 czerwca 2007 | Ontario | 72:5 | Nova Scotia | Fletcher’s Fields, Markham |
| 29 czerwca 2007 |         | 72:5 |             | Fletcher’s Fields, Markham |

| 1 lipca 2007 | New Brunswick | 0:103 | Ontario | Loyalist RFC, Fredericton |
| 1 lipca 2007 |               | 0:103 |         | Loyalist RFC, Fredericton |

| 1 lipca 2007 | Quebec Cariboux | 25:19 | Nova Scotia | Quebec City |
| 1 lipca 2007 |                 | 25:19 |             | Quebec City |

| 7 lipca 2007 | Ontario | 86:0 | Quebec Cariboux | Fletcher’s Fields, Markham |
| 7 lipca 2007 |         | 86:0 |                 | Fletcher’s Fields, Markham |

| 13 lipca 2007 | New Brunswick | 13:19 | Rock Women | Loyalist RFC, Fredericton |
| 13 lipca 2007 |               | 13:19 |            | Loyalist RFC, Fredericton |

| 15 lipca 2007 | Nova Scotia | 25:0 | Rock Women | Halifax |
| 15 lipca 2007 |             | 25:0 |            | Halifax |

| 27 lipca 2007 | Nova Scotia | 46:0 | New Brunswick | Halifax |
| 27 lipca 2007 |             | 46:0 |               | Halifax |

| 5 sierpnia 2007 | Rock Women | 0:109 | Ontario | Swilers Rugby Complex, St. John’s |
| 5 sierpnia 2007 |            | 0:109 |         | Swilers Rugby Complex, St. John’s |

### Dywizja zachodnia
| 16 czerwca 2007 | Manitoba | 5:86 | Alberta | Maple Grove Rugby Park, Winnipeg |
| 16 czerwca 2007 |          | 5:86 |         | Maple Grove Rugby Park, Winnipeg |

| 30 czerwca 2007 | Saskatchewan | 54:0 | Manitoba | Regina Rugby Club, Regina |
| 30 czerwca 2007 |              | 54:0 |          | Regina Rugby Club, Regina |

| 7 lipca 2007 | British Columbia | 24:5 | Alberta | Rotary Stadium, Abbotsford |
| 7 lipca 2007 |                  | 24:5 |         | Rotary Stadium, Abbotsford |

| 21 lipca 2007 | Manitoba | 5:74 | British Columbia | Maple Grove Rugby Park, Winnipeg |
| 21 lipca 2007 |          | 5:74 |                  | Maple Grove Rugby Park, Winnipeg |

| 23 lipca 2007 | Saskatchewan | 3:70 | British Columbia | Regina Rugby Club, Regina |
| 23 lipca 2007 |              | 3:70 |                  | Regina Rugby Club, Regina |

| 28 lipca 2007 | Alberta | 47:10 | Saskatchewan | Calgary Rugby Park, Calgary |
| 28 lipca 2007 |         | 47:10 |              | Calgary Rugby Park, Calgary |

## Finał
| 18 sierpnia 2007 | British Columbia | 22:15 | Ontario | Klahanie Park, Vancouver |
| 18 sierpnia 2007 |                  | 22:15 |         | Klahanie Park, Vancouver |